# Pogochaetia
Pogochaetia é um gênero de traça pertencente à família Agonoxenidae.